# André Var
 (avril 2021).
La mise en forme du texte ne suit pas les recommandations de Wikipédia : il faut le « wikifier ».
Les points d'amélioration suivants sont les cas les plus fréquents. Le détail des points à revoir est peut-être précisé sur la page de discussion.
- Les titres sont pré-formatés par le logiciel. Ils ne sont ni en capitales, ni en gras.
- Le texte ne doit pas être écrit en capitales (les noms de famille non plus), ni en gras, ni en italique, ni en « petit »…
- Le gras n'est utilisé que pour surligner le titre de l'article dans l'introduction, une seule fois.
- L'italique est rarement utilisé : mots en langue étrangère, titres d'œuvres, noms de bateaux, etc.
- Les citations ne sont pas en italique mais en corps de texte normal. Elles sont entourées par des guillemets français : « et ».
- Les listes à puces sont à éviter, des paragraphes rédigés étant largement préférés. Les tableaux sont à réserver à la présentation de données structurées (résultats, etc.).
- Les appels de note de bas de page (petits chiffres en exposant, introduits par l'outil «  Source ») sont à placer entre la fin de phrase et le point final[comme ça].
- Les liens internes (vers d'autres articles de Wikipédia) sont à choisir avec parcimonie. Créez des liens vers des articles approfondissant le sujet. Les termes génériques sans rapport avec le sujet sont à éviter, ainsi que les répétitions de liens vers un même terme.
- Les liens externes sont à placer uniquement dans une section « Liens externes », à la fin de l'article. Ces liens sont à choisir avec parcimonie suivant les règles définies. Si un lien sert de source à l'article, son insertion dans le texte est à faire par les notes de bas de page.
- La présentation des références doit suivre les conventions bibliographiques. Il est recommandé d'utiliser les modèles {{Ouvrage}}, {{Chapitre}}, {{Article}}, {{Lien web}} et/ou {{Bibliographie}}. Le mode d'édition visuel peut mettre en forme automatiquement les références.
- Insérer une infobox (cadre d'informations à droite) n'est pas obligatoire pour parachever la mise en page.

Pour une aide détaillée, merci de consulter Aide:Wikification.
Si vous pensez que ces points ont été résolus, vous pouvez retirer ce bandeau et améliorer la mise en forme d'un autre article.
André Jean Lucien Villard dit André Var, né le 7 octobre 1912 à Cournonterral dans l'Hérault et mort le 29 décembre 1989 à Dijon, est un acteur et scénariste français.

## Biographie
Ses parents, Marguerite Marie Madeleine Estival et Aristide Louis Pierre Villard sont instituteurs publics à Mèze (Hérault). Son père est déclaré "mort pour la France" le 11 mai 1915 à Vermelles.

## Filmographie

### Acteur

#### Cinéma
- 1943 : Tornavara de Jean Dréville
- 1948 : Les Frères Bouquinquant de Louis Daquin
- 1952 : Les Dents longues de Daniel Gélin
- 1953 : L'Esclave d'Yves Ciampi
- 1953 : Le Guérisseur de Yves Ciampi : Me Vierne, l'avocat des médecins
- 1953 : Le Défroqué de Léo Joannon
- 1954 : Crainquebille de Ralph Habib
- 1954 : Le Comte de Monte-Cristo de Robert Vernay
- 1954 : Les Révoltés de Lomanach  de Richard Pottier
- 1956 : L'inspecteur connaît la musique de Jean Josipovici : l'inspecteur de Police
- 1970 : Heureux qui comme Ulysse d'Henri Colpi

#### Télévision
- 1956 : Énigmes de l'histoire de Stellio Lorenzi et Guy Lessertisseur : Osborne
- 1958 : En votre âme et conscience, épisode : L'Affaire Peltzer de  Claude Barma
- 1965 : Les Complices de l'aube de Maurice Cazeneuve
- 1969 : Fortune : Howard
- 1970 : Maurin des maures : Crouzillat
- 1970 : Le Tribunal de l'impossible de Michel Subiela
- 1971 : Le Voyageur des siècles : Bourienne
- 1977-1980 : Les Enquêtes du commissaire Maigret de Jean-Paul Sassy : M. Florian / Le metteur en scène

### Scénariste
- 1970 : Heureux qui comme Ulysse  d'Henri Colpi

## Théâtre
- 1948 : Le Maître de Santiago, pièce en 3 actes d'Henry de Montherlant, mise en scène de Paul Oettly, au théâtre Hébertot (26 janvier) : Don Gregorio Obregon
- 1948 : Le Cirque aux illusions, pièce en 2 actes de René Aubert, mise en scène de Jean Doat, au théâtre Mouffetard (16 novembre) : Gustave
- 1949 : Robinson, comédie en 3 actes de Jules Supervielle, au Festival de Lyon (2 juillet) : John
- 1959 : La Cathédrale, de René Aubert, mise en scène de Pierre Valde, au théâtre Hébertot (14 mai) : le procureur de la République
- 1960 : La Logeuse, comédie en 3 actes de Jacques Audiberti, mise en scène de Pierre Valde, au théâtre de l'Oeuvre (3 octobre) : Pierre
- 1964 : Un jardin sur la mer, comédie dramatique en 4 actes et 2 parties de Claude Vermorel, mise en scène de Jacques Mauclair, au théâtre de l'Alliance française (16 mars) : le comte de Montholon